# Heterorachis diphrontis
Heterorachis diphrontis är en fjärilsart som beskrevs av Louis Beethoven Prout 1922. Heterorachis diphrontis ingår i släktet Heterorachis och familjen mätare. Inga underarter finns listade i Catalogue of Life.